# Restio nodosus
Restio nodosus är en gräsväxtart som beskrevs av Neville Stuart Pillans. Restio nodosus ingår i släktet Restio och familjen Restionaceae. Inga underarter finns listade i Catalogue of Life.